# 詹姆斯·菲茨詹姆斯·斯蒂芬
詹姆斯·菲茨詹姆斯·斯蒂芬（英語：Sir James Fitzjames Stephen, 1st Baronet,，1829年3月3日—1894年3月11日），英国律师、法官、作家和哲学家。约翰·斯图尔特·密尔最著名批评家之一，斯蒂芬在哲学、法律改革和写作方面取得卓越成就。知名作品有《自由，平等，博爱》。作家莱斯利·斯蒂芬是他的弟弟。